# Saliocleta aperta
Saliocleta aperta är en fjärilsart som beskrevs av Joannis 1929. Saliocleta aperta ingår i släktet Saliocleta och familjen tandspinnare. Inga underarter finns listade.